# 1837년 대평원 천연두 유행
1837년 대평원 천연두 유행(The 1837 Great Plains smallpox epidemic)은 미국에서 1836년에 시작해서 1840년 끝난 천연두 유행병을 가리킨다.

## 천연두 유행 개요
1837년 미국 모피 회사 S.S. St. Peter사의 증기선이 감염된 사람들을 미주리 계곡으로 실어 나른 이후 천연두 유행은 최고조에 달했다. 미주리 계곡 주변에서만 17,000명 이상의 인디언 토착민이 죽었고, 어떤 부족은 살아남은 사람이 거의 없었다.

## 미국 천연두 역사
아메리카 대륙의 천연두에 대한 기록은 1515년이 최초이다. 스페인 정복자에 의해서 원주민에게 전염된 기록이다. 아메리카 인디언들은 한번도 천연두에 대하여 노출된 적이 없기 때문에 사망률이 너무 높았다.
1730년대에는 천연두가 캐나다와 미국 북부에서 서쪽으로 진출했다. 미주리 계곡을 따라서 아리카라 인구는 1730년대 말에 절반으로 줄었다. 1730년대에 천연두에 의해 소멸된 인디언 공동체는 로어 루프, 네브라스카의 포니, 체로키, 켄사 등이 있다.
1780-81년에 만단 부족은 천연두에 걸려서 인구가 수 천명 이하로 심각하게 감소했다.
1796년에 천연두에 면역이 되는 백신이 등장했지만, 1830년대까지 인디언들은 제대로 된 접종을 받지 못했고, 그나마 남서쪽으로는 거의 접종을 받지 못했다.
1801-02년과 1831년에 미주리 강을 따라서 많은 부족들이 심각한 천연두 전염병을 겪게 되었다.
19세기 초부터 원주민들 사이에서 예방 접종 촉진을 위한 노력이 발생했다. 1832년 인디언들을 위한 접종법이 의회를 통과했다. 하지만 정부는 원주민 접종을 위해서 노력하지 않았고, 1840년 인디언들의 많은 감염과 사망으로 천연두에 대한 집단 면역이 생긴 후에야 종식되었다.

## 상황 묘사 기록
모피 상인 프랜시스 샤르돈(Francis Chardon)은 만다 족에 대한 전염병 진행을 목격하고 기록하였다. "문명 세계에서 온 사람들은 천연두에 걸리지 않았다. 불쌍한 만단 족과 다른 인디언들만 걸려서 죽었을 뿐이었다. 만단 족은 27명의 사람들만 남게 되었다." 1839년 인디언 사무국장은 피해자에 대하여 다음과 같이 언급하였다. "사망자에 대하여 집계하려는 시도조차 하지 않았다. 설령 세려고 한다 하더라도 이 부족들의 사망자 수를 정확하게 셀 수 없었다."

## 같이 보기
- 눈물의 길